# Oleguer Presas
Oleguer Presas Renom (ur. 2 lutego 1980 w Sabadell w Katalonii) – były hiszpański piłkarz występujący na pozycji środkowego lub prawego obrońcy.

## Życiorys
Zanim Oleguer trafił do zespołu UEA Gramenet B w sezonie 1997/1998 grał w lokalnych klubach Lepanto oraz Sant Gabriel. Do Barcelony dołączył w sezonie 2001/2002 z klubu UEA Gramenet. Mając 21 lat był w składzie Barcelony B. W barwach "Blaugrany" po raz pierwszy wystąpił 24 sierpnia 2002 w wygranym 1:0 meczu Pucharu Joana Gampera przeciwko Crvenej Zveździe Belgrad. Oficjalny debiut zaliczył natomiast 13 listopada 2002 w zwycięskim 3:1 spotkaniu Ligi Mistrzów przeciwko Galatasaray SK na Camp Nou. W sezonach 2002/2003 oraz 2003/2004 Oleguer lawirował pomiędzy pierwszym zespołem a drużyną rezerw. W latach 2008–2011 Hiszpan reprezentował barwy Ajaksu Amsterdam.
Oprócz kariery sportowej Oleguer znany jest także jako jeden z niewielu hiszpańskich sportowców publicznie wypowiadających się na temat swoich przekonań politycznych. Student Autonomicznego Uniwersytetu Barcelony zawsze wykazywał duże zainteresowanie literaturą, kulturą i polityką. Jest zdeklarowanym Katalończykiem, zwolennikiem oficjalnych wyborów w tej prowincji Hiszpanii, idei lewicowych oraz antyglobalizacji. Mimo że był piłkarzem Barcelony, nie bał się manifestować przeciw wojnie w Iraku, skinheadom z Sabadell czy globalizacji.
W kwietniu ukazała się książka autorstwa Oleguera i jego przyjaciela Roca Casagrana. Nosząca tytuł „Camí d'Ítaca” (Droga do Itaki) opowiada o przeżyciach piłkarza związanych ze świętowaniem mistrzostwa Hiszpanii 2004-05. Nie omieszkał on zawrzeć w niej także swoich przekonań społeczno-politycznych.

### FC Barcelona
- 2006/2007 Superpuchar Hiszpanii
- 2005/2006 Liga Mistrzów UEFA
- 2005/2006 Mistrzostwo
- 2005/2006 Superpuchar Hiszpanii
- 2004/2005 Mistrzostwo